# Chapois (Jura)
Chapois település Franciaországban, Jura megyében. Lakosainak száma 216 fő (2022. január 1.). Chapois Supt, Andelot-en-Montagne, Esserval-Tartre, Le Larderet, Les Nans, Onglières, Plénise és Vers-en-Montagne községekkel határos.

## Népesség
A település népességének változása:
| Lakosok száma | 210  | 217  | 207  | 200  | 208  | 219  | 224  | 219  | 216  | 216  |
|               | 1968 | 1982 | 1990 | 2006 | 2013 | 2015 | 2017 | 2019 | 2020 | 2022 |